# کمال مطیعی
کمال مطیعی با نام واقعی اسماعیل کمال مطیعی منفرد (زاده ۱۳۲۰ در تهران) مدیر فیلم‌برداری سینما اهل ایران است.

## مدیر فیلمبرداری
- پنجاه روز التهاب (۱۳۷۲)
- مردی در آینه (۱۳۷۱)
- جدال بزرگ (۱۳۶۹)
- شب بیست و نهم (۱۳۶۸)
- گریز از شهر (۱۳۶۴)
- هزار بار مردن (۱۳۵۶)
- غیرت (۱۳۵۵)
- غلام زنگی (۱۳۵۴)
- آب توبه (۱۳۵۳)
- ماشین مشتی ممدلی (۱۳۵۳)
- بوسه بر لب‌های خونین (۱۳۵۲)
- جعفر جنی و محبوبه‌اش (۱۳۵۲)
- دو کبوتر (۱۳۵۲)
- معشوقه (۱۳۵۲)
- عطش (۱۳۵۱)

## فیلمبردار
- شک (۱۳۸۰)
- انتهای قدرت (۱۳۷۳)
- شکار خاموش (۱۳۶۸)
- افسون (۱۳۶۷)
- شجاعان ایستاده می‌میرند (۱۳۵۹)
- امشب اشکی می‌ریزد (۱۳۵۷)
- گدای اشراف زاده (۱۳۵۷)
- غربتی‌ها (۱۳۵۶)
- عنتر و منتر (۱۳۵۵)
- همت (۱۳۵۴)
- هوس (۱۳۵۴)
- سر طلایی (۱۳۵۲)
- آخرین نبرد (۱۳۵۱)
- اتل متل توتوله (۱۳۵۱)
- پدر که ناخلف افتد (۱۳۵۱)
- تنها مرد محله (۱۳۵۱)
- خانواده سرکار غضنفر (۱۳۵۱)
- خر دجال (۱۳۵۱)
- شیر بها (۱۳۵۱)
- احمد چکمه‌ای (۱۳۵۰)
- دیوار شیشه‌ای (۱۳۵۰)
- قلاب (۱۳۵۰)
- فریاد انسان‌ها (۱۳۴۹)
- قصه شب یلدا (۱۳۴۹)
- آخرین مبارزه (۱۳۴۸)
- پا تو کفش من نکن (۱۳۴۸)
- گربه کور (۱۳۴۸)
- سکه دورو (۱۳۴۷)
- قمارباز (۱۳۴۷)
- حقه‌بازان (۱۳۴۶)
- سوغات فرنگ (۱۳۴۶)
- آقا دزده (۱۳۴۵)
- کلید بهشت (۱۳۴۵)
- نخاله قهرمان (۱۳۴۵)
- جلاد (۱۳۴۴)
- سه تا بزن‌بهادر (۱۳۴۴)
- جاهل‌ها و ژیگول‌ها (۱۳۴۳)